# CHRNB4
CHRNB4 (англ. Cholinergic receptor nicotinic beta 4 subunit) – білок, який кодується однойменним геном, розташованим у людей на короткому плечі 15-ї хромосоми. Довжина поліпептидного ланцюга білка становить 498 амінокислот, а молекулярна маса — 56 380.
| 10         |  | 20         |  | 30         |  | 40         |  | 50         |
| ---------- |  | ---------- |  | ---------- |  | ---------- |  | ---------- |
| MRRAPSLVLF |  | FLVALCGRGN |  | CRVANAEEKL |  | MDDLLNKTRY |  | NNLIRPATSS |
| SQLISIKLQL |  | SLAQLISVNE |  | REQIMTTNVW |  | LKQEWTDYRL |  | TWNSSRYEGV |
| NILRIPAKRI |  | WLPDIVLYNN |  | ADGTYEVSVY |  | TNLIVRSNGS |  | VLWLPPAIYK |
| SACKIEVKYF |  | PFDQQNCTLK |  | FRSWTYDHTE |  | IDMVLMTPTA |  | SMDDFTPSGE |
| WDIVALPGRR |  | TVNPQDPSYV |  | DVTYDFIIKR |  | KPLFYTINLI |  | IPCVLTTLLA |
| ILVFYLPSDC |  | GEKMTLCISV |  | LLALTFFLLL |  | ISKIVPPTSL |  | DVPLIGKYLM |
| FTMVLVTFSI |  | VTSVCVLNVH |  | HRSPSTHTMA |  | PWVKRCFLHK |  | LPTFLFMKRP |
| GPDSSPARAF |  | PPSKSCVTKP |  | EATATSTSPS |  | NFYGNSMYFV |  | NPASAASKSP |
| AGSTPVAIPR |  | DFWLRSSGRF |  | RQDVQEALEG |  | VSFIAQHMKN |  | DDEDQSVVED |
| WKYVAMVVDR |  | LFLWVFMFVC |  | VLGTVGLFLP |  | PLFQTHAASE |  | GPYAAQRD   |

A: Аланін

C: Цистеїн

D: Аспарагінова кислота

E: Глутамінова кислота

F: Фенілаланін

G: Гліцин

H: Гістидин

I: Ізолейцин

K: Лізин

L: Лейцин

M: Метіонін

N: Аспарагін

P: Пролін

Q: Глутамін

R: Аргінін

S: Серин

T: Треонін

V: Валін

W: Триптофан

Кодований геном білок за функціями належить до рецепторів, іонних каналів. 
Задіяний у таких біологічних процесах, як транспорт іонів, транспорт, альтернативний сплайсинг. 
Локалізований у клітинній мембрані, мембрані, клітинних контактах, синапсах.